# Armando Evangelista
Armando Evangelista Macedo Freitas, noto semplicemente come Armando Evangelista (Guimarães, 3 novembre 1973), è un allenatore di calcio ed ex calciatore portoghese, di ruolo centrocampista, tecnico del Damac.